# Cinco días sin Nora
Cinco días sin Nora è un film del 2008 diretto da Mariana Chenillo.

## Riconoscimenti
- Premio Ariel

2010 - Miglior attore a Fernando Luján